# Шевчук Віктор Григорович
Шевчук Віктор Григорович — український вчений, педагог, фізіолог, професор, доктор медичних наук, член-кореспондент Національної академії педагогічних наук України, завідувач кафедри нормальної фізіології Національного медичного університету імені Олександра Богомольця.
1992 — обраний член-кореспондентом АПН України відділення психології, вікової фізіології та дефектології.
1994 — один із авторів українського підручника «Нормальна фізіологія».
2002 — один із наукових редакторів перекладу підручника Фізіологія людини (В. Ґанонґ).

## Див.також
Кафедра нормальної фізіології (НМУ)